# Конзервација стакла
Конзервација стакла делатност је посвећена очувању како историјских тако и археолошких предмета од стакла. Темељни принципи конзервације стакла једнаки су као и код других предмета културне баштине, значи пре свега усмереност ка поштовању и што бољем очувању изворности самог предмета на којем се ради. Реверзибилност те уочљивост реконструисаних делова као и могућност понављања захвата такође су врло важне. Конзерватор рестауратор стакла мора познавати основе технологије стакла, историју стакларског умећа, основне узроке пропадања стаклених предмета те барем основе археологије и историје умијетности. Веома је важно и познавање савремене теорије и праксе конзервирања рестаурирања стакла, конзерваторске етике, те основа знаственог испитивања предмета.

## Историја стакла
Историја производње стакла почиње пре око 3500 година пре Христа на подручју Месопотамије - о томе сведоче прве рецептуре за израду стакла. Сам термин, боље речено његова верзија гласс, која је коришћена у германским језицима настала је у касном римском царству, у римском стакларском производном центру у Триеру, данашња Њемачка. Порекло речи било би од немачког израза глесум, који је означавао прозирну и сјајну твар. Српска пак реч потиче од праславенског израза стекло.

## Основне технике обраде
- Обликовање на језгру - заједно са ливењем у калуп и брушењем једна од првих техника обраде
- Дувано стакло - откривено од стране Феничана око 50. п. н. е.
- Ливење у калуп и брушење - једна од најстаријих техника
- Пресовано стакло - откривено око 1820. у Америци
- Машински дувано стакло - развијено за потребе индустрије сијалица, почетком 20.ст, прве машине производиле су 10 сијалица у минути (ручно је 4 радника могло израдити око 1200 сијалица дневно), данашње машине око 2000!
- стаклена паста (пате де вере)

омиљена техника у доба сецесије

## Основне врсте стакла
- Натријум Калцијум стакло је најчешћи и најјефтинији облик стакла. Обично садржи 60-75% силицијума, 12-18% соде, 5-12% креча.
- Оловно стакло има висок проценат оловног оксида (најмање 20%). Релативно меко, но са високим индексом преламања светлости, погодно за брушење. Индустријски га је почео производити Георге Равенскрофт у Енглеској, у 17. веку. Но треба истаћи да је стакала са оловним оксидом било већ од почетака стакларства.
- Боросиликатно стакло је врста силикатног стакла, има најмање 5% бор-оксида у свом саставу. Најчешће коришћено за сијалице те лабораторијски и кухињски прибор. Отпорно на хемикалије, те термичке шокове. Изумио га је Немац Ото Скот 1893. Америчко пирекс стакло такође је до 1940. било на бази боросиликатног стакла, касније су се појавили и производи од каљеног натријум калцијум стакла.
- Алуминосиликатно стакло у саставу има алуминијум-оксид. Још отпорније од боросиликатног стакла.
- 96 Постотно силицијумско стакло врста је боросиликатног стакла, растопљена и формирана конвенционалним средствима, а затим обрађена уклањањем готово свих не-силикатних елемената. Отпорно на температуре до 900 C.
- Стакло од растопљеног силицијума најтеже је за производњу, те врло скупо. Издржи температуре до 1200 C.

## Основне технике украшавања
- Брушење
- Гравирање
- нагризање
- Позлата и посребрење
- Емајлирање

## Пропадање стаклених предмета
Осим чисто физичких узрока стакло је подложно и корозији односно пропадању услед реакције са околином у којем се налази. У принципу што је стакло сиромашније силицијумом то лакше пропада.

## Конзервација стаклених предмета

### Историјски предмети

#### Документовање затеченог стања
Овде се подразумева пре свега писана и фотографска документација стања предмета пре захвата, но такође је потребно темељно документовати и све захвате и материјале кориштене током рада на предмету. Саставни део документације морају бити и извештаји о евентуалним научним испитивањима проведеним на предмету, као и препорука за даље чување предмета.

#### Доношење одлука о потреби, обиму, те последицама захвата
Ово промишљање морало би бити интердисциплинарно, те би требало укључивати барем повијесничара уметности или археолога, научника који се бави пропадањем стакла, те самог конзерватора рестауратора.

#### Чишћење
У принципу би за чишћење требало користити само дестиловану воду, без икаквих додатака, евентуално се може користити и мешавина воде и етанола (1/1), те раствор од 90 делова дестиловане воде, 9 делова етил алкохола и 1 дела амонијака (25%) .

#### Уклањање старих рестаурација
Код најлакших случајева довољно је предмете уронити у врућу воду. У тежим случајевима морамо користити разна растварача зависно од коришћеног љепилу. Најтеже се уклањају лепка на бази епоксида и полиестера, за њих користимо 15% раствор бензолсулфокиселине у диметилформамиду. Како се ради о прилично токсичној мешавини поступак изводити у дигестору.

#### Лепљење делова
За лепљење се данас највише користе двокомпонентна епоксидна и цијаноакрилатне лепила која вежу под утицајем УВ светла. Делови које лепимо морају бити потпуно и темељно очишћени од било какове нечистоће и масноћа. Као најпознатије производе који се користе у ову сврху наведимо двокомпонентно лепило Аралдит 2020 те под УВ зрачењем вежући лепак Цонлоц. Познати су производи и Хктал НИЛ-1, Финебонд, те ЕПО-ТЕК 301-2. Код проблематичних предмета могу се користити и ојачања од стакла или провидне пластике.

#### Израда реконструкција
Аралдит 2020 може се користити и за ливење недостајућих делова. За лив користимо гипсане, воштане или силиконске калупе.
По најновијим изворима плоче изливене од Паралоида Б 72 такође се могу користи код израде реконструкција .

### Археолошки предмети

#### Документовање затеченог стања
У принципу једнако оном наведеном код историјских предмета, но у овом случају документација би морала да садржи и податке о врсти тла у којем је предмет нађен, те евентуалне примедбе везане уз искапање предмета. Код налаза из слатке или слане воде подаци о дубини воде где је предмет нађен, односно прозраченост исте те смер и јачину водених струја као и евентуална присутност макро и микроскопских организама пожељни су део документације.

#### Доношење одлука о потреби, обиму, те последицама захвата
У приципу исто као код историјских предмета, но пожељно је и учешће археолога упознатог са основама конзервације археолошких предмета од стакла.

#### Одсољавање
Предмете можемо одсољавати било у стајаћој води, било у води коју повремено мешамо те у континуирано текућој води. При овоме поступку обавезно користимо кондуктометар. Евентуално се може користити и сребро нитратни тест на хлориде.

#### Уклањање вапненастих наслага
Вапненасте наслаге најједноставније и најчешће уклањамо 10% соном киселином. Можемо користити и знатно блаже и мање штетне киселине попут сирћета и лимунске киселине.

#### Уклањање старих рестаурација
Једнако као и код историјских предмета, но урањање у врелу воду никако не користимо.

#### Чишћење
Користимо пажљиво механичко чишћење, те чишћење дестилованом водом. Хемијско чишћење долази у обзира само након доброг промишљања о краткорочним и дугорочним последицама истог.

#### Консолидација
Код површински и дубински прокоридараних стаклених предмета исте је потребно површински учврстити, те их слојем лака изоловати од спољних утицаја. Најједноставније средство за консолидацију јест раствор Паралоида Б 72 у ацетону.

#### Лепљење
Иако би код археолошког стакла требало предност дати реверзибилним материјалима лепила наведена под историјским предметима и овде доминирају. Као пример реверзибилног материјала наведимо угушћен раствор Паралоида Б 72.

#### Израда реконструкција
Као и код историјских предмета - можемо користити Аралдит 2020.
По најновијим изворима светски познат и признат рестауратор Степхен Кооб из Цорнинг музеја стакла почео је за реконструкције користити плоче ливене од Паралоида Б72 .

## Чување стаклених предмета
Новији стаклени предмети у принципу нису осетљиви на превелике осцилације влажности ваздуха, но код оних археолошког порекла превисока би влажност ваздуха (више од 40%) увелико доприносила даљем пропадању предмета. Предмете треба чувати од загађеног ваздуха и прашине те УВ зрачења. Са предметима руковати у латекс или полиетиленским рукавицама! Што чешће контролисати стање предмета, посебно археолошких!